# 기층 언어
언어학에서 기층 언어(基層言語, substratum)란, 일반적으로 한 언어가 쓰이던 지역에 인구 이동 등으로 인해 다른 언어가 침입하여 자리잡는 상황에서, 이 침입한 언어와 언어 접촉으로 영향을 주고 받는 토착의 언어를 가리킨다. 상층 언어(上層言語, superstratum)는 이러한 상황에서 기층 언어의 반대편에 대응하는 용어이다.
침입한 언어가 끝내 기층 언어를 사멸시키고 대체하는 경우 보통 상당한 수의 인구 이동을 수반하거나 정치적으로 엘리트적 위치를 가진다. 따라서 역사적으로 볼 때 흔히 침략이나 식민화에 수반하며 로마 제국이 로망스어와 함께 확장하며 갈리아어를 비롯한 다양한 고대 유럽 언어를 대체한 것을 예시로 들 수 있다. 그러나 반대로 침입한 엘리트 언어가 토착의 하층민 언어에 영향을 남기고 동화되어 사라지는 상황도 있는데, 한 예시는 프랑스를 지배한 프랑크족이 자신들의 게르만 언어를 버리고 지역민의 로망스 언어를 채택하게 된 것이다.